# Isidoro Falchi

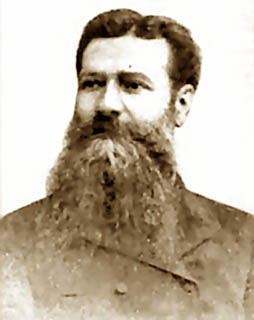
Isidoro Falchi

Isidoro Falchi (* 26. April 1838 in Montopoli in Val d’Arno (Provinz Pisa); † 30. April 1914 ebenda) war ein italienischer Arzt, der in der Toskana durch seine autodidaktischen archäologischen Forschungen bekannt wurde. Seine Lebensleistung von 1880 bis zu seinem Tode war die Entdeckung der untergegangenen etruskischen Stadt Vetulonia unter dem mittelalterlichen borgo Colonna di Buriano in der Provinz Grosseto. Auch gab er 1897–1903 den ersten Anstoß zur Ausgrabung der etruskischen Nekropolen bei Populonia.

## Leben
Isidoro Falchi war das zweitjüngste von 17 Kindern einer Familie aus Montopoli in Val d’Arno. Nach seiner Schulzeit in San Miniato studierte er Medizin an der Universität Pisa und wurde in diesem Fach 1859 promoviert.
Schon zwei Jahre zuvor hatte er sich der Risorgimento-Bewegung angeschlossen; 1860 folgte er der Freiwilligen-Truppe unter V. Malenchini nach Palermo zur Verstärkung des Zuges der Tausend. In Caltanissetta war er als Hilfsarzt eingesetzt, erkrankte dann aber selbst und kehrte in die Toskana zurück.
Von 1862 bis 1871 war er Arzt in der Gemeinde Campiglia Marittima; danach ließ er sich in seiner Geburtsstadt bis zu seinem Tode nieder. Er heiratete zweimal und hatte zwei Kinder.
Neben seinem Beruf nahm er verschiedene ehrenamtliche Aufgaben bei der Gemeinde wahr als Sekretär der lokalen Sparkasse, Schulinspektor, Mitglied der Società di mutuo soccorso vor Ort (einer der deutschen Arbeiterwohlfahrt ähnlichen Organisation in Italien) sowie als Hilfsbediensteter in verschiedenen Ämtern. Im Zuge dieser Gemeindearbeit begann er sich in den 1870er Jahren für die Archäologie zu interessieren. Bei der Betreuung von Restitutionsansprüchen von Weide- und Forstland hatte er Zugang zu den Archiven, wo er auf Notizen der Bevölkerung über Bodenfunde stieß.

## Projekt Vetulonia

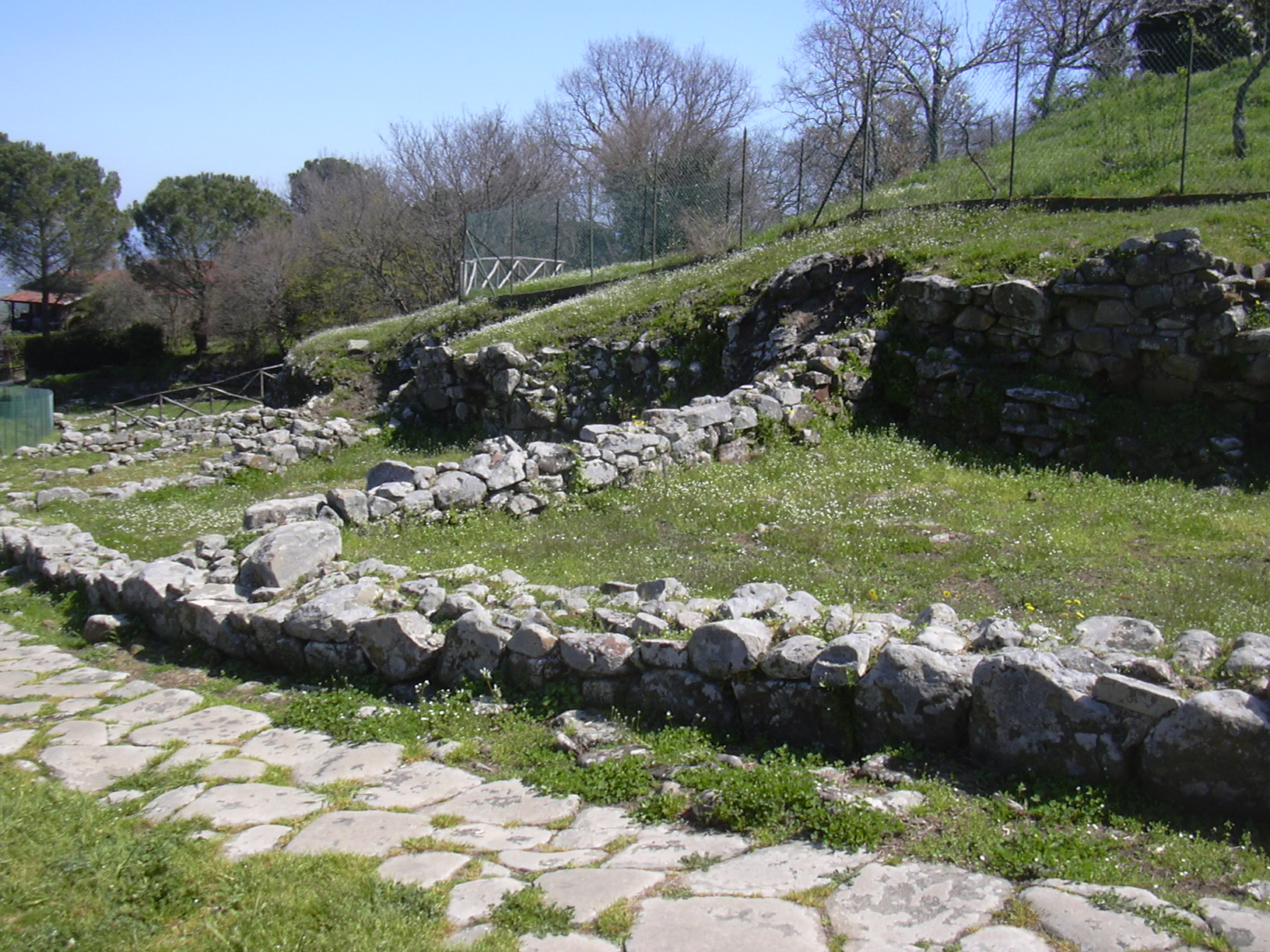
Ruinen etruskischer Atriumhäuser

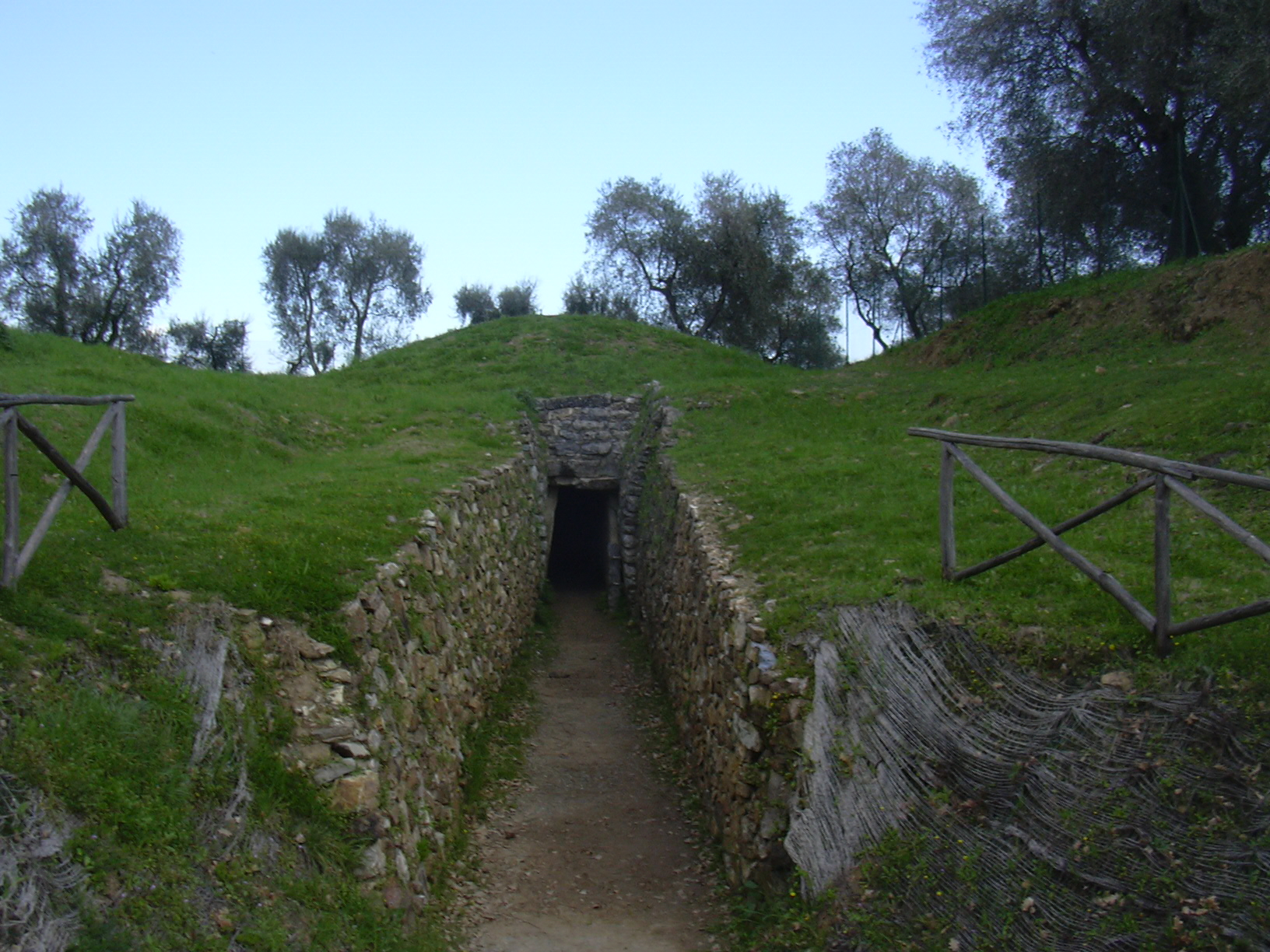
Tumulus „Teufelchen 2“

1880 war Isidoro Falchi im Zusammenhang mit einer beruflichen Aufgabe erstmals nach Colonna di Buriano in der Provinz Grosseto gekommen. Als er Informationen von Bauern über Waffen-, Münz- und Schmuckfunden nachging, setzte sich in ihm die Idee fest, es müsse sich eine antike Stadt unter dem mittelalterlichen borgo befinden. Aufgrund der Umschrift VATL auf den Münzen und der Auswertung einer Quelle von 1181 über den Poggio di Vitulonia formulierte er in zwei 1880 und 1881 erschienenen Publikationen erstmals die Hypothese, das seit Jahrzehnten von Archäologen in der gesamten Maremma gesuchte, untergegangene etruskische Vetulonia befände sich unterhalb dieses Hügels. Doch erst 1884 erhielt er von den Behörden in Florenz eine Grabungserlaubnis.
- 1892 entdeckte Falchi als erstes die beiden Grabkammern der Tomba della Pietrera.
- 1893 identifizierte er auf dem Hügel die Ruinen der Atrium-Häuser im Zentrum der Siedlung (Via dei Ciclopi).
- 1895 fand er die Relikte einer etwa fünf Meter langen Stadtmauer (Zyklopenmauer), deren Funktion als Wehrmauer und/oder Stützmauer nicht abschließend geklärt ist.
- 1897 legte Falchis Team die Tomba di Belvedere frei.
- 1903 fand er die zentrale Grabkammer der Tomba del Diavolino 2 („Teufelchen 2“), eines großen Tumulus.

In Berichtsabständen von etwa einem Jahr hat Falchi zeitnah den Fortgang seiner Arbeiten in kurzen Aufsätzen niedergelegt. Er publizierte zumeist in der Zeitschrift Notizie degli Scavi di Antichità, doch auch die Mitteilungen des Deutschen Archäologischen Instituts in Rom haben 1886 seine Erkenntnisse veröffentlicht. Einige Notizen Falchis befinden sich noch in Archiven. Die im Museo Topografico Centrale dell’Etruria in Florenz gesammelten Hinweise sind allerdings beim Arno-Hochwasser 1966 fast vollständig vernichtet worden.
Die Fachwelt wollte anfangs die Zuschreibung des Laien nicht anerkennen. Bisherige Untersuchungen hatten nahegelegt, dass Vetulonia in Meeresnähe gelegen haben müsse. Die herrschende, von C. Dotto dei Dauli, A. Malfatti, C.A. de Cara und G. Sordini vertretene Lehrmeinung hatte die etruskische Zwölfstädtebund-Stadt auf dem Hügel Poggio Castiglione bei Massa Marittima vermutet. Es war nicht beachtet worden, dass die Lage von Colonna di Buriano dem nicht entgegenstand, da der große Salzsee Lacus Prilius, der in der Antike die Maremma bedeckt hatte, schiffbar gewesen sein und einen Zugang zum Meer gehabt haben muss.
Schon am 22. Juli 1887 wurde Falchis Zuschreibung von der Gemeinde anerkannt und dem Ort Colonna di Buriano durch ein regionales Dekret sein antiker Name zurückgegeben. Die Akzeptanz seitens der Fachwelt blieb hinter diesem Schritt zunächst zurück; es wurden zahlreiche Streitschriften zwischen den etablierten Archäologen und Falchi ausgetauscht und veröffentlicht. 1893 wurde eine Schlichtungskommission vom zuständigen Ministerium eingesetzt, die Falchis Identifikation anerkannte. Am 3. Juni 1894 wurde er mit dem Akademiepreis der Archäologischen Fakultät in Florenz ausgezeichnet. Zugleich wurde er vom Etruskischen Museum dieser Stadt zum Ispettore degli scavi monumentali ernannt.
Seit den 1990er Jahren ist – auch im Zuge der dokumentarischen Aufarbeitung der archäologischen Fundstellen – das Interesse an der Person des Entdeckers revitalisiert worden. Zur 100-Jahr-Feier seiner wissenschaftlichen Honorierung war ihm vom Herbst 1994 bis zum Frühjahr 1995 eine Ausstellung in seiner Heimatstadt mit etruskischen Fundstücken aus den Gräbern Vetulonias gewidmet. Die gleiche Ausstellung wurde 1995 in Campiglia Marittima gezeigt und mit einem Katalog versehen. Das Archäologische Museum in Vetulonia ist seit 2000 nach Isidoro Falchi benannt.
Bis heute werden Falchis unorthodoxe Grabungsmethoden, unpräzise Dokumentationen und die populärwissenschaftliche Sprache seiner Publikationen von der Fachwelt moniert. Andererseits erkennen auch Kritiker an, dass alles Wissen, das heute über das etruskische Vetulonia besteht, auf Falchis Grundlagen zurückgeht.

## Projekt Baratti/Populonia
1897 stieß Falchi am Golf von Baratti in der Nähe eines alten Bauernhauses bei dem Weiler San Cerbone auf eine mit Sandsteinblöcken überwölbte Grabkammer. Noch im gleichen Jahr begann er mit systematischen Grabungsarbeiten. In den nächsten Monaten kamen weitere Gräber bei Populonia ans Licht unter einer Schicht von Eisenschlacken, die das etruskische Know-how in der Metallverarbeitung belegen, das – wie sich später herausstellte – in dieser Siedlung sein Zentrum hatte. Die Erze bezogen die Bewohner aus den Colline Metallifere.
Zwischenzeitlich untersagte der Grundbesitzer Falchi Grabungsarbeiten, die er nach Vorsprache im Archäologischen Museum in Florenz im November 1903 jedoch erneut aufnehmen konnte. Er entdeckte bei seinen weiteren Erkundungen eine Reihe wertvoller Grabbeigaben, unter anderem zwei elaborierte vergoldete Vasen.
Falchis Initiative gab insofern den Anstoß zur Entdeckung der großflächigen Nekropole, die heute den Parco Archeologico di Baratti e Populonia konstituiert. Über einem Großteil der Gräber war allerdings die Eisenschlacken-Schicht über 7 m dick; diese wurden erst nach dem Ersten Weltkrieg abgetragen, als zwei Stahlhütten an dem Material interessiert waren. So erklärt es sich, dass der größte Teil der Gräber erst zwischen 1920 und 1957 entdeckt wurde. Zu diesem Zeitpunkt war Falchi bereits verstorben, nur eine seiner Publikationen widmet sich Populonia.

## Schriften (Auswahl)
- Trattenimenti populari sulla storia della Maremma. Prato 1880 (erste Überlegungen).
- Ricerche di Vetulonia. Prato 1881.
- Scavi di Vetulonia. In: Mitteilungen des Deutschen Archäologischen Instituts, Römische Abteilung. Band 1, 1886, S. 243 f.
- Vetulonia. In: Notizie degli Scavi di Antichità. Jahrgang 1887.
- Vetulonia e la sua necropoli antichissima. Florenz 1891.
- Nuovi scavi nella necropoli vetuloniese. In: Notizie degli Scavi di Antichità. Jahrgang 1892, S. 381.
- Vetulonia solennemente giudicata a Vetulonia. Florenz 1894.

## Film
- Die Botschaft der 12. Etruskerstadt. Dokumentarfilm, Deutschland, 2009, 43:32 Min., Buch und Regie: Andreas Sawall, Erstausstrahlung: 4. April 2010, Produktion: Spiegel TV/ZDF, Reihe: ZDF Expedition, Inhaltsangabe von arte.

| Personendaten    | Personendaten                          |
| ---------------- | -------------------------------------- |
| NAME             | Falchi, Isidoro                        |
| KURZBESCHREIBUNG | italienischer Arzt und Archäologe      |
| GEBURTSDATUM     | 26. April 1838                         |
| GEBURTSORT       | Montopoli in Val d’Arno (Provinz Pisa) |
| STERBEDATUM      | 30. April 1914                         |
| STERBEORT        | Montopoli in Val d’Arno (Provinz Pisa) |